# Deurne (gemeente)
Deurne (uitspraakⓘ) (dialect Deurze) is een gemeente in de Nederlandse provincie Noord-Brabant. De in de regio Peelland gelegen gemeente telt 33.180 inwoners (22 november 2024, bron: CBS) en heeft een oppervlakte van 119,02 km² (waarvan 1,02 km² water). De gemeente Deurne maakt deel uit van de Metropoolregio Eindhoven. De carnavalsvereniging in het centrum is de Peelstrekels.

## Historische ontwikkeling van de gemeente
De gemeente Deurne bestaat sinds 1 januari 1926, toen de gemeenten Deurne en Liessel en Vlierden tot de gemeente Deurne fuseerden. Zowel Deurne en Liessel als Vlierden zijn territoriaal en bestuurlijk voortzettingen van heerlijkheden onder het ancien régime.
Stond Deurne na de samenvoeging met Vlierden nog in de top-10 van Nederlandse gemeenten naar oppervlakte, in 2010 moest zij 105 van de 430 Nederlandse gemeenten laten voorgaan, waaronder Horst aan de Maas, Peel en Maas, Venray en Gemert-Bakel.

## Kernen
In de gemeente Deurne liggen de dorpen Deurne, Liessel, Vlierden, Neerkant en Helenaveen. De Sint-Jozefparochie, Zeilberg en Walsberg zijn voormalige zelfstandige dorpsgemeenschappen en parochies die deel uitmaken van de bebouwde kom van de hoofdkern Deurne, maar een eigen historische identiteit hebben als kern.

### Topografie
Topografische kaart van gemeente Deurne, per september 2022. Klik op de kaart voor een vergroting.

## Politiek
De gemeenteraad van Deurne bestaat uit 23 zetels. Hieronder staat de samenstelling van de gemeenteraad sinds 1998:
| Gemeenteraadszetels   | Gemeenteraadszetels | Gemeenteraadszetels | Gemeenteraadszetels | Gemeenteraadszetels | Gemeenteraadszetels | Gemeenteraadszetels | Gemeenteraadszetels |
| Partij                | 1998                | 2002                | 2006                | 2010                | 2014                | 2018                | 2022                |
| --------------------- | ------------------- | ------------------- | ------------------- | ------------------- | ------------------- | ------------------- | ------------------- |
| Politieke Partij DOE! | -                   | 5                   | 5                   | 6                   | 5                   | 6                   | 6                   |
| Deurne Nu             | 9                   | 7                   | 5                   | 4                   | 5                   | 5                   | 5                   |
| Progressief Akkoord   | 2                   | 2                   | 1                   | 1                   | 2                   | 2                   | 31                  |
| CDA                   | 6                   | 6                   | 6                   | 6                   | 4                   | 4                   | 3                   |
| VVD                   | 2                   | 1                   | 3                   | 4                   | 4                   | 3                   | 3                   |
| Transparant Deurne    | -                   | -                   | -                   | -                   | 2                   | 2                   | 2                   |
| 50 Plus               | -                   | -                   | -                   | -                   | -                   | -                   | 1                   |
| PvdA                  | 2                   | 2                   | 3                   | 2                   | 1                   | 1                   | -1                  |
| Overigen              | 2                   | -                   | -                   | -                   | -                   | -                   | -                   |
| Totaal                | 23                  | 23                  | 23                  | 23                  | 23                  | 23                  | 23                  |
| Opkomst               |                     |                     |                     | 53,58%              | 53,51%              | 56,5%               | 52,2%               |

1: Gezamenlijke lijst Progressief Akkoord-GroenLinks-PvdA
Greet Buter is sinds 1 februari 2021 de huidige en tiende burgemeester van de gemeente Deurne sinds de oprichting in 1926.

## Aangrenzende gemeenten
| Aangrenzende gemeenten | Aangrenzende gemeenten | Aangrenzende gemeenten | Aangrenzende gemeenten | Aangrenzende gemeenten |
| ---------------------- | ---------------------- | ---------------------- | ---------------------- | ---------------------- |
| Helmond                |                        | Gemert-Bakel           |                        | Venray (L)             |
|                        |                        |                        |                        |                        |
|                        | Horst aan de Maas (L)  |                        |                        |                        |
|                        |                        |                        |                        |                        |
| Asten                  |                        | Peel en Maas (L)       |                        |                        |

## Wegen in en rondom Deurne (gemeente)
- Eindhoven - Geldrop - Lierop - Helmond - Asten - Deurne - Koningslust - Venlo
- Eindhoven - Helmond - Deurne - Ysselsteyn - Venray - Wanssum
- Gemert - Bakel - Deurne

## Monumenten
In de gemeente zijn er een aantal rijksmonumenten, gemeentelijke monumenten en oorlogsmonumenten, zie:
- Lijst van rijksmonumenten in Deurne
- Lijst van gemeentelijke monumenten in Deurne
- Lijst van oorlogsmonumenten in Deurne

## Kunst in de openbare ruimte
In de gemeente Deurne zijn diverse beelden, sculpturen en objecten geplaatst in de openbare ruimte, zie:
- Lijst van beelden in Deurne

## Stedenbanden
Deurne heeft samenwerkingsverbanden met:
- Batouri (Kameroen)
- Leszno (Polen)